# I.O.I
I.O.I (en hangul, 아이오아이; también conocido como IOI o Ideal of Idol) fue un grupo femenino surcoreano formado por CJ E&M a través del reality show de Mnet Produce 101 en 2016. El grupo estaba compuesto por once miembros elegidos de un grupo de 101 aprendices de varias compañías de entretenimiento: Nayoung, Chungha, Sejeong, Chaeyeon, Kyulkyung, Sohye, Yeonjung, Yoojung, Mina, Doyeon y Somi. Debutaron el 4 de mayo de 2016 con el miniálbum Chrysalis y se promovieron activamente en conjunto y como una subunidad en menos de un año.
El concierto del grupo titulado Time Slip - I.O.I, que se celebró del 21 al 22 de enero de 2017, marcó su última actividad grupal en el escenario. Se disolvieron oficialmente el 31 de enero de 2017 y regresaron a sus respectivas agencias.

## Historia

### 2015-16: Predebut
Antes de Produce 101, varias miembros de I.O.I ganaron popularidad mediante su participación en programas de televisión. Sejeong participó como concursante en el programa de competición K-Pop Star 2 en 2012, Somi fue parte del programa de supervivencia Sixteen en 2015 para poder debutar en Twice siendo eliminada en la final, y Yoojung tuvo una aparición en el drama web To Be Continued. En septiembre de 2015, Chaeyeon hizo su debut como miembro de DIA. Sin embargo, decidió retirarse temporalmente de este grupo para participar en Produce 101. Durante ese tiempo, también realizó una breve aparición en el drama Sweet Temptation.
En noviembre de 2015, Mnet reveló sus planes para un programa de supervivencia que reuniría a ciento un aprendices de cuarenta y seis discográficas diferentes. El objetivo era moldear a partir de este programa un grupo femenino de once integrantes, cuya formación final sería decidida por la audiencia. El programa se estrenó el 21 de enero de 2016 y finalizó el 1 de abril.
Inicialmente, el grupo tenía programado su debut para el 1 de abril de 2016 con la canción «Crush», como parte de la culminación del programa. Sin embargo, YMC Entertainment y Mnet tomaron la decisión de posponer el lanzamiento con el fin de perfeccionar tanto el concepto como la coreografía. Finalmente, optaron por una nueva canción que serviría como el sencillo debut de I.O.I.
El 3 de abril de 2016, un portavoz compartió detalles con respecto a los planes de debut del grupo. En un giro inesperado, en lugar de lanzar simplemente un sencillo digital como se había planeado inicialmente, I.O.I sorprendió al público al presentar un miniálbum que contenía varias canciones. También se informó que el grupo tendría su propio programa en Mnet. Ese mismo día, las integrantes saludaron por primera vez a sus fanáticos bajo el nombre de I.O.I a través de su canal oficial en la plataforma V de Naver. El canal había sido abierto el día anterior.
El 4 de abril de 2016, Mnet presentó un adelanto del video musical de la canción «Crush» como parte del predebut de I.O.I. Al día siguiente, la canción fue oficialmente lanzada como un sencillo digital, seguido de la revelación del videoclip correspondiente. Su género se llama «Trapical Dutch Funk» (트래피컬 더치 펑크).

### 2016-17: Debut y disolución
El 11 de abril de 2016, se hizo público que I.O.I tenía previsto su debut con un miniálbum programado para el 4 de mayo de 2016. Además, se informó que llevarían a cabo un showcase junto con una reunión de fanáticos el día siguiente en el Jangchung Gymnasium. Se anunció que a partir de su miniálbum debut, la distribución de los lanzamientos de I.O.I estaría a cargo de LOEN Entertainment. El 27 de abril, YMC anunció el lanzamiento de su primer miniálbum titulado Chrysalis. Cinco días después, el teaser del vídeo musical fue publicado. El grupo debutó oficialmente el 4 de mayo de 2016 con el lanzamiento de su primer miniálbum y el vídeo musical de su sencillo «Dream Girls». La canción fue coescrita por el cantante Eru (bajo el pseudónimo Famousbro) y el compositor Paul con letras de rap escritas por las miembros Nayoung y Yoojung. El 5 de mayo, el grupo hizo su debut en Mnet M! Countdown, interpretando la canción «Knock Knock Knock».
El 27 de mayo, se dio a conocer el plan de I.O.I para iniciar sus promociones con subunidades, ofreciendo a las miembros la oportunidad de brillar individualmente. Además, se reveló que cada una de ellas haría su debut en solitario durante el verano de 2016. Sin embargo, junto con estas perspectivas, también se confirmó que la disolución del grupo probablemente tendría lugar a finales de enero de 2017. El 7 de junio, se anunció que Sejeong  y Mina habían regresado a su agencia para prepararse para su debut como miembros del grupo femenino Gugudan a finales de junio. Tres días después, YMC reveló que Nayoung, Chungha, Jieqiong, Sohye, Yoojung, Doyeon y Somi formarían parte de la subunidas para promover el segundo álbum del grupo durante el verano de 2016.
El 29 de julio de 2016, se hizo el anuncio de que I.O.I lanzaría un nuevo sencillo el 9 de agosto. La subunidad había concluido la filmación de su videoclip el 20 de julio y estaba sumergiéndose en los preparativos finales para el lanzamiento del sencillo y el comienzo de sus promociones. El 2 de agosto, una intrigante imagen teaser del grupo fue compartida en las plataformas de redes sociales de I.O.I bajo el título «Whatta Man». Siguiendo la publicación, apenas dos días después, YMC desveló un adelanto del vídeo musical para el nuevo sencillo del grupo, titulado «Whatta Man (Good Man)». Este sencillo tomó inspiración de la canción «What A Man» originalmente interpretada por Linda Lyndell. La coreografía de «Whatta Man» fue elaborada por Chungha. Aunque se habían contactado tres equipos diferentes para crear la coreografía de la canción, la elección recayó sobre Chungha debido a su destreza en el baile, que se consideró de la más alta calidad y adecuada para la canción. El 15 de agosto, I.O.I lanzó el sencillo digital «Hand in Hand», una adaptación de la canción de los Juegos Olímpicos de Seúl 1988 originalmente cantada por Koreana. El 30 de agosto, se anunció que el grupo se estaba preparando para una reaparición con el grupo completo en octubre, aunque la fecha exacta aún no se había establecido.
El 22 de septiembre, la agencia confirmó con que I.O.I había dado inicio a las grabaciones para su nuevo álbum. Lo destacado fue que el sencillo principal del álbum estaba siendo producida por Park Jin-young, el fundador de la agencia JYP Entertainment, hogar en ese entonces de Somi. Park, conocido por haber creado varios éxitos para grupos de chicas, incluyendo «Tell Me» y «Nobody» de Wonder Girls, así como «Bad Girl Good Girl» de miss A, estaría supervisando no solo la producción musical, sino también la coreografía del grupo, el diseño de vestuario, el videoclip y la sesión fotográfica, asegurando así una experiencia artística completa y de alta calidad. También se informó que el nuevo EP sería su último álbum antes de disolverse en enero del siguiente año y que las miembros volverían a sus respectivas agencias tras la separación. Días después, se confirmó que el nuevo álbum se publicaría el 16 de octubre.
El 11 de octubre, el grupo anunció el título de su miniálbum, seguido de cuatro imágenes conceptuales de las integrantes. Tres días después, se estrenó el teaser del videoclip para su sencillo «Very Very Very». El programa especial del grupo titulado I Miss You Very Very Very Much Show fue transmitido en directo a través de Mnet el 16 de octubre, seguido por el lanzamiento de Miss Me? y el vídeo musical. I.O.I celebró el showcase de su segundo disco en Yes24 Live Hall ubicado en Seúl el 17 de octubre. Durante el evento, se reveló que el grupo planeaba celebrar su concierto final el 21 y el 22 de enero de 2017, aunque los detalles todavía estaban por determinarse. Cuando la prensa preguntó sobre una posible reunión después de la disolución, las miembros dijeron que querrían reunirse después de cinco años. I.O.I recibió su primera victoria como un grupo completo con «Very Very Very» el 26 de octubre en Show Champion.
El 5 de noviembre de 2016, YMC Entertainment confirmó que I.O.I se disolvería el 31 de enero de 2017. El grupo seguiría promoviendo activamente hasta el final de sus contratos; incluyendo la aparición de invitadas en los programas de variedades como Immortal Songs: Singing the Legend, Yang and Nam Show y Knowing Bros. El 27 de noviembre, el grupo anunció su último concierto titulado Time Slip – I.O.I del 20 al 22 de enero de 2017. Los tres días de concierto se llevó a cabo en el Jangchung Gymnasium, donde el grupo celebró su showcase debut. Un mes después, se informó que la subunidad estaría lanzando un sencillo digital en enero de 2017 sin promociones en programas musicales.
El 10 de enero de 2017, se reveló que I.O.I había recibido canciones de varios productores y compositores como canciones potenciales para su lanzamiento final, incluyendo Jinyoung de B1A4. El 17 de enero, YMC anunció que su última canción sería «Downpour», escrita y coproducida por Woozi de Seventeen. La balada fue elegida personalmente y grabada por todas las integrantes. El sencillo digital y su vídeo musical fue lanzado al día siguiente.
La última actividad de I.O.I como grupo fue a finales de mes. Filmaron un anuncio para el uniforme escolar de la marca Elite junto con el grupo Pentagon. El grupo se disolvió oficialmente el 29 de enero, con la última aparición televsiva en el programaSection TV de MBC, mientras que su fancafe cerró el 31. También se anunció el mismo día que la canción «Downpour» ganó una victoria en Inkigayo..

### Post disolución
Las integrantes regresaron a sus respectivas agencias después de la disolución. Chaeyeon, Sejeong, Mina y Yeonjung reingresaron a sus grupos existentes y permanentes, DIA, Gugudan y Cosmic Girls. Gugudan se disolvió en diciembre del 2020 y los contratos de DIA expiraron en septiembre del 2022. Sohye se unió a SBS Power FM Bae Sung-jae's Ten Radio como miembro fijo. También hizo su debut como actriz en un drama de realidad virtual First Love que fue transmitido en marzo de 2017, también fundó su propia agencia llamada S&P Entertainment. Chungha se preparó para ser solista bajo M&H Entertainment. Abrió su fancafe oficial antes de su debut en solitario. Nayoung y Jieqiong en 21 de marzo del mismo año debutaron en Pristin y promocionaron hasta que el grupo se disolvió en mayo del 2019. Doyeon y Yoojung firmaron oficialmente un contrato exclusivo con Fantagio. Debutaron en la primera mitad del año con el nuevo grupo de Fantagio, Weki Meki. Somi empezó a tener actividades en programas de variedades. En 2018, dejó JYP Entertainment y después de eso firmó con The Black Label y en junio del 2019 debutó como solista.

### Plan de Reunión
El 1 de julio de 2019, Studio Blu confirmó que el grupo regresaría en octubre de 2019 con nueve miembros, excluyendo a Yoo Yeon-jung y Jeon So-mi. El 6 de septiembre, el regreso previsto se pospuso hasta diciembre.[49] El 29 de octubre, el regreso fue cancelado debido a conflictos de programación entre los miembros y la investigación en curso sobre manipulación de votos de Mnet. El 4 de mayo de 2021, el quinto aniversario del debut del grupo, el grupo (a excepción de Mina y Jieqiong) realizó una transmisión en vivo de reunión. Jieqiong logró unirse a la transmisión en vivo mediante videollamada.

## Integrantes
- Nayoung (나영) – líder
- Chungha (청하)
- Sejeong (세정)
- Chaeyeon (채연
- Kyulkyung (결경)
- Sohye (소혜)
- Yeonjung (연정)
- Yoojung (유정)
- Mina (미나)
- Doyeon (도연)
- Somi (소미)

## Discografía

### EP
- Chrysalis (2016)
- Miss Me? (2016)

### Sencillos
- «Dream Girls» (2016)
- «Whatta Man» (2016)
- «손에 손잡고 (Hand in Hand)» (2016)
- «너무너무너무 (Very Very Very)» (2016)
- «소나기 (Downpour)» (2017)

## Conciertos
- Time Slip – I.O.I (2017)

## Filmografía

### Radiodifusión

#### Reality show
| Año  | Fecha                    | Cadena | Título                                  | Participación |
| ---- | ------------------------ | ------ | --------------------------------------- | ------------- |
| 2016 | 22 de abril              | Mnet   | 《Stand By I.O.I》                      | Principal     |
| 2016 | 29 de abril              | Mnet   | 《Stand By I.O.I》                      | Principal     |
| 2016 | 8 de julio ~ 5 de agosto | Mnet   | 《LAN Cable Friend I.O.I》              | Principal     |
| 2016 | 8 de agosto              | Mnet   | 《I.O.I Comeback Countdown》            | Principal     |
| 2016 | 16 de octubre            | Mnet   | 《I Miss You Very Very Very Much Show》 | Principal     |

### Apariciones en programas de variedades
| Año  | Programa             | Episodio              | Notas                                                                                       |
| ---- | -------------------- | --------------------- | ------------------------------------------------------------------------------------------- |
| 2016 | I Can See Your Voice | Ep. #11 (temporada 3) | invitadas - Nayoung, Chungha, Chaeyeon, Jieqiong, Sohye, Yoojung, Kang Mi Na, Doyeon y Somi |